# کازانووای فلینی
کازانووا یا کازانووای فلینی فیلمی ایتالیایی در ارتباط با شرح زندگی جاکومو کازانووا محصول سال ۱۹۷۶ به کارگردانی فدریکو فلینی است. این فیلم که در استودیو چینه‌چیتا شهر رم ساخته شده با بازیگری دونالد ساترلند و تینا اومون برنده جایزه اسکار برای بهترین طراحی صحنه و لباس شده‌است. تهیه‌کننده فیلم قرار بود دینو دولورنتیس باشد ولی بعداً آلبرتو گریمالدی تهیه آن را بعهده گرفت. موضوع فیلم شرح زندگانی و هوسرانی‌های عشقی کازانووا است.

## جوایز
- ۱۹۷۷ جایزه اسکار برای بهترین صحنه آرائی به دانیلو دوناتی.
- ۱۹۷۷ جایزه دیوید دی دوناتلو برای بهترین موسیقی.
- ۱۹۷۸ جایزه بفتا انگلستان برای بهترین صحنه آرائی و بهترین تهیه کنندگی.